# السمحة (أبو ظبي)
السمحة مدينة إماراتية تتبع إمارة أبوظبي في الإمارات العربية المتحدة. يبلغ عدد السكان أقل من 1000 نسمة. تمتلك دولة الإمارات العربية المتحدة ناقلة نفط تحمل اسم البلدة. ويوجد مستشفى في السمحة يقدم الخدمات الطبية للمنطقة

## نبذة عامة
تبعد المنطقة عن مدينة أبوظبي ما يقارب 65 كيلومتر، حيث تقع على الطريق الرئيس المؤدي إلى دبي، بالقرب من بدع خليفة والسميح، تشتهر السمحة بقربها الشديد من غابات السميح المحمية التي تعد من المناطق البارزة في دولة الإمارات العربية المتحدة. بدأ تاريخ المدينة عام 1975 حين أمر الشيخ زايد بن سلطان آل نهيان ببناء أربعين بيتاً شعبياً لسكان المنطقة، ثم نقلوا منها بعد أن اتسعت العوائل في عام 1982 إلى مباني جديدة ومن ثم إلى أحدث. يقام في المدينة مهرجان سنوي تحت مسمى مهرجان السمحة التراثي، وهو مهرجان تراثي يضم في فعالياته فعاليات تراثية وثقافية وترفيهية.